# Grönlund–Nisunen
Grönlund–Nisunen är en finländsk konstnärsduo, som består av Tommi Grönlund och Petteri Nisunen.
Tommi Grönlund och Petteri Nisunen har arbetat tillsammans sedan 1990-talet. De hade sina första separatutställningar 1993 på Galleri Kluuvi i Helsingfors och Titanik galleria i Åbo. De arbetar med konstverk i gränslandet mellan ljud och bild.
Grönlund och Nisunen fick 1997 utmärkelsen Årets unga konstnär, 2004 Edstrandska stiftelsens stipendium och 2013 Leonardo da Vinci Award of Arts.

## Offentliga verk
- Light Weave, Led-lampor, stålvajrar med mera, 72 x 4,8 x 2,4 meter, Kägeluddens metrostation, Esbo
- Mirage, 2011, kvarteret Lusten i Hornsbergs strand i Stockholm
- Caprice, 2008, stålbjälkar, stålvajrar, elektriska motorer med mera, Bryggen i Vejle i Danmark
- Nine Key Passage, 2008, Nye Ahus sjukhus, Oslo
- De två verken Daily Sunspot Activity och Convex-concave, 2008, studentcentret vid Bergens universitet